# Nepenthes jacquelineae
Nepenthes jacquelineae C.Clarke, Troy Davis & Tamin, 2001 è una pianta carnivora della famiglia Nepenthaceae, endemica di Sumatra, dove cresce a 1700–2200 m.